# İETT
İETT o İstanbul Elektrik Tramvay ve Tünel İşletmeleri es una empresa  del Ayuntamiento Metropolitana de Estambul a cargo de los servicios municipales en el área de transporte público en la ciudad-provincia de Estambul.

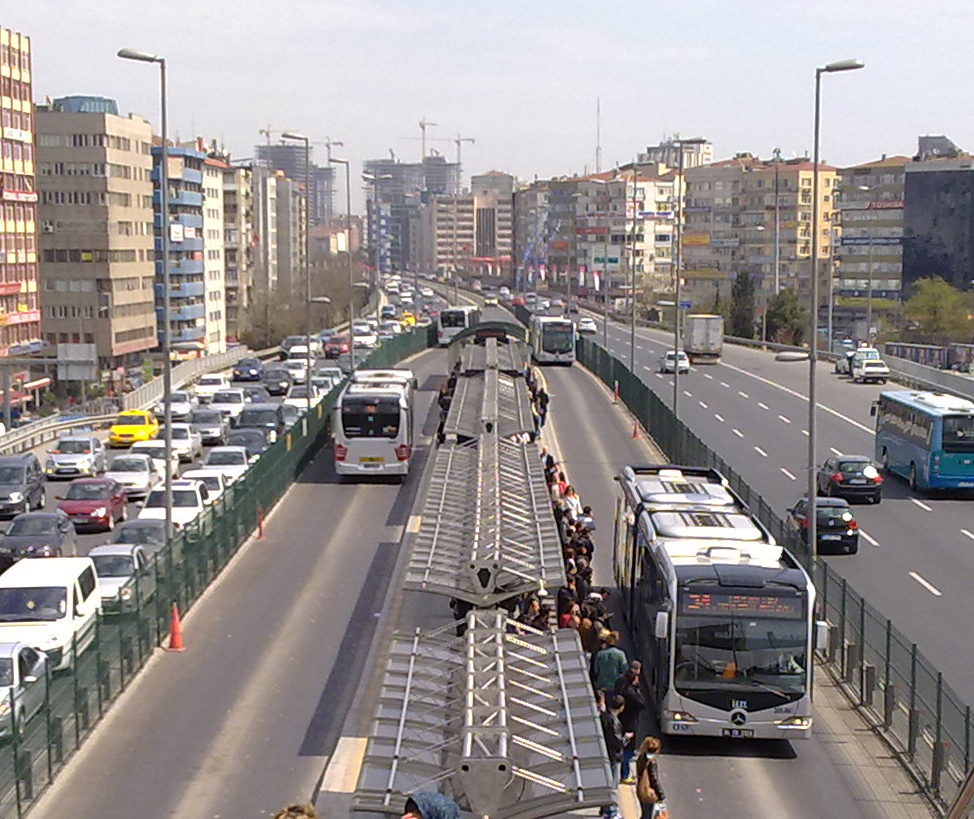
Parada de metrobuses en Mecidiyeköy, Estambul.

## Historia

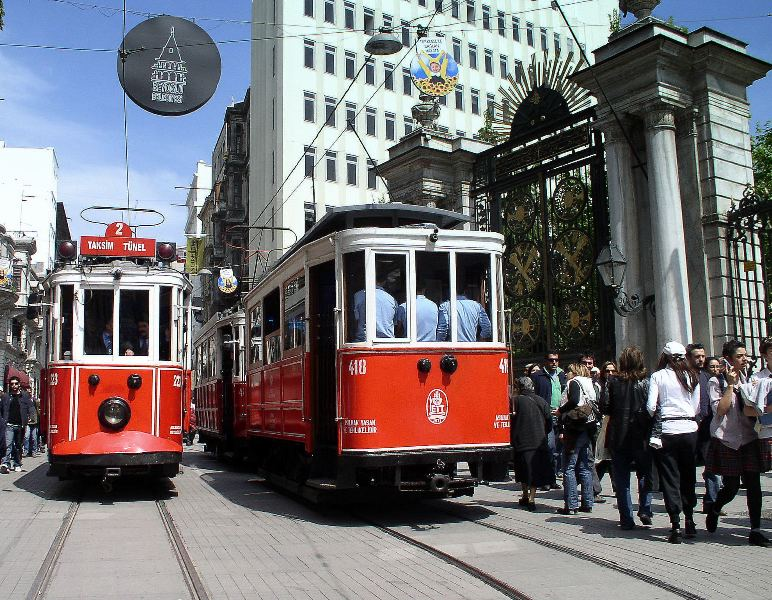
Tranvías nostálgicas de İETT en Avenida İstiklal, Beyoğlu.

El transporte urbano de Estambul empieza en 1869 con el establecimiento del "Dersaadet Tramvay Şirketi", o "Compañía de Tranvías de la Capital", una empresa privada con participación extranjera, a cargo del Tünel y las tranvías en Estambul otomano. El primer tranvía a caballos entra a servicio en 1871. En 1913 se inaugura la primera central eléctrica de Turquía en Silahtarağa, Estambul. Desde febrero del año siguiente se introducen las tranvías eléctricas. En 1926 se inauguran los primeros buses de transporte urbano. Las compañías eléctrica, de tranvías y el Tünel, que feran administradas por extranjeros fueron nacionalizados en 1939 y con la ley 3645, İETT adquiere su identidad institucional actual bajo el nombre "İstanbul Elektrik Tramvay ve Tünel (İETT) İşletmeleri Umum Müdürlüğü" (Dirección General de las Compañías Eléctrica, Tranvía y Tünel).
En 1945 la administración del gas producido en las plantas de Yedikule y Kurbağalıdere y la distribución del gas en "İstanbul y Anadolu" (Estambul europeo y Estambul asiático) son asumidos por İETT. Las tranvías eléctricas salen del servicio primero en el lado europeo de la ciudad en 1961, y en 1966 en el lado asiático. Los trolebús que entrar a servicio en 1961 sirven a los estambulinos hasta el aňo 1984. Una ley de 1982 quita toda la responsabilidad de la electricidad metropolitana a İETT. Con la llegada del gas natural, los servicios de producción y distribución de gas de carbono llega a su fin en 1993.
En septiembre de 2007 un sistema de transporte público especialmente diseñado por Estambul, el metrobús entra en servicio.
Hoy İETT solamente mantiene servicios de transporte público por bus, tranvía y Tünel y también regulariza y fiscaliza los servicios de buses privados de transporte público en Estambul. İETT, además ha iniciado la construcción de varios sistemas de metro ligero y metro en Estambul, específicamente las líneas Eminönü-Kabataş, Sultançiftliği-Edirnekapı, Edirnekapı-Topkapı and Otogar-Başakşehir, aunque estos actualmente son administrados por el Metro de Estambul.

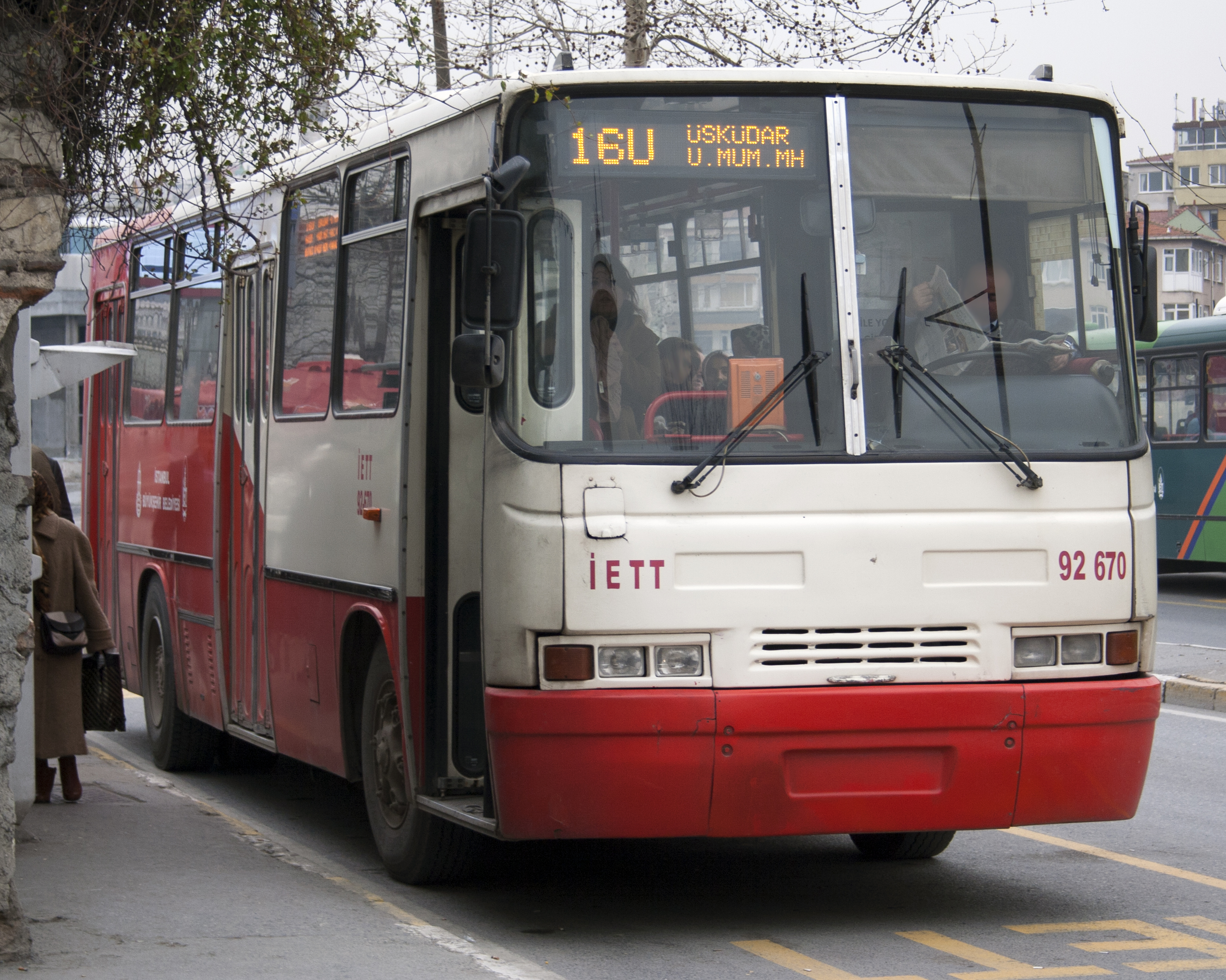
Antiguo bus Ikarus 260 de İETT, algunos están todavía en servicio al lado de buses más modernos.

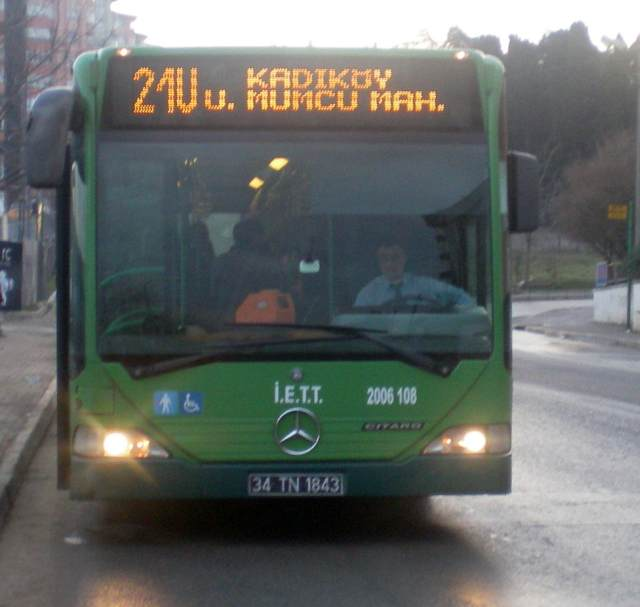
Moderno bus Mercedes-Benz de İETT

## En cultura popular
La sigla de İETT muchas veces se humoriza por el público con el dicho "İneklik Etme Taksi Tut" que se puede traducir como "No seas tonto, coge un taxi".